# Khoisan X
Khoisan X, conhecido também como Benny Alexander (4 de março de 1955 - 13 de outubro de 2010), foi um ativista político sul-africano.